# 구룡불패: 청룡출수의 전설
《구룡불패: 청룡출수의 전설》(중국어: 九龍不敗)은 2020년 공개된 홍콩, 중국의 액션 영화이다.

## 출연

### 주연
- 장진 : 구룡 역
- 앤더슨 실바 : 알렉산더 싱클레어 역
- 유심유 : 왕멩치 역

### 조연
- 정가영 : 카오 하이드 역
- 등려흔 : 팡닝 역
- 주국현 : 저우우 역
- 오대융
- 이려진
- 임설